# Ein ideales Paar
Ein ideales Paar (Originaltitel: Made for Each Other) ist ein US-amerikanischer Liebesfilm mit James Stewart und Carole Lombard aus dem Jahr 1939.

## Handlung
John Horace Mason ist ein junger Rechtsanwalt in New York City. Mason heiratet die attraktive Jane – zum Entsetzen seines Chefs Richter Doolittle, der ebenso wie Johns Mutter erwartet hatte, dass er Doolittles Tochter Eunice heiratet. So startet ihr Eheleben gleich mit einer großen Hypothek. Nach kurzen Flitterwochen ziehen sie in eine eigene Wohnung. Dort erwartet sie die nächste Schwierigkeit: Johns überkritische Mutter zieht zu ihnen. Der begabte Anwalt John macht sich Hoffnung auf eine Partnerschaft in Richter Doolittles Anwaltskanzlei, wird dabei jedoch übergangen.
Nach der Geburt des Sohnes wird die finanzielle Situation der kleinen Familie schwieriger. Die Diskussion mit Richter Doolittle um eine Gehaltserhöhung dreht der alte Fuchs jedoch um in eine Gehaltssenkung. Jane ist nun gezwungen sich Arbeit zu suchen. Die Ehe gerät in eine Krise. In der Silvesternacht kommt es schließlich zur Trennung. John bleibt mit dem Baby und seiner Mutter in der Wohnung. Jane zieht aus. Als sie hört, dass Baby John krank ist, erfährt sie von ihrer Schwiegermutter, dass die Krankheit des Jungen ernster ist. Im Krankenhaus erfahren die Eltern, dass der Junge nur eine Überlebenschance hat, wenn er schnellstens ein spezielles Medikament erhält. Das Medikament ist jedoch nur in Salt Lake City zu erhalten und die Stadt wird von einem fürchterlichen Schneesturm heimgesucht. Der Pilot Conway ist jedoch für 5000 US-Dollar bereit, dorthin zu fliegen. Richter Doolittle hat diesmal ein Herz und gibt John das nötige Geld. Conway macht sich auf den Weg.
Mittlerweile ist die heldenhafte Tat auch zu den Medien gedrungen und wird durch Radioübertragung zu einem Massenereignis. Das Flugzeug stürzt auf dem Weg nach Salt Lake City ab, Conway kann sich jedoch retten. Mit gebrochenem Bein erreicht der Pilot einen Bauernhof und die Medizin kann noch rechtzeitig nach New York transportiert werden. Das Kind wird gerettet und die Eltern kommen wieder zusammen. Richter Doolittle entscheidet sich schließlich, John zum Partner seiner Anwaltskanzlei zu machen.

## Hintergrund
Der Film wurde von August bis Oktober 1938 gedreht und erlebte seine Uraufführung am 10. Februar 1939. In Deutschland kam der Film nie in die Kinos und hatte seine Erstaufführung erst 1978 im Fernsehen (ARD). Die Idee für die Geschichte des Fluges, um das lebensnotwendige Medikament für das kranke Kind von Salt Lake City nach New York zu bekommen, basiert auf David O. Selznicks Erlebnis, als er für seinen erkrankten Bruder Myron Selznick ein Medikament von New York nach Los Angeles hatte fliegen lassen. Jo Swerling schrieb das Drehbuch nach einer Kurzgeschichte von Rose Franken.

## Kritiken
„Stellenweise durch Dialogkomik aufgelockerte Ehegeschichte mit melodramatischen Akzenten“, befand das Lexikon des internationalen Films.

## Synchronisation
Eine erste deutsche Synchronfassung entstand 1978 bei der Taunus Ton Bearbeitung in Frankfurt am Main. Die Synchronregie führte Werner Uschkurat nach dem Dialogbuch von Sabine Plessner.
| Rolle              | Darsteller      | Synchronsprecher    |
| ------------------ | --------------- | ------------------- |
| John Horace Mason  | James Stewart   | Hartmut Becker      |
| Jane Mason         | Carole Lombard  | Rose-Marie Kirstein |
| Richter Doolittle  | Charles Coburn  | Curt Ackermann      |
| Mrs. Harriet Mason | Lucile Watson   | Alice Franz         |
| Conway             | Eddie Quillan   | Ivar Combrinck      |
| Dr. Healy          | Harry Davenport | Leo Bardischewski   |
| Jim Hatton         | Ward Bond       | Uwe Koschel         |